# Batalla de Trapani

Derrotas de las escuadras genovesas y venecianas hasta la batalla de Trapani.

La batalla de Trapani la libraron en 1266 frente a Trapani, localidad de Sicilia, las flotas de la República de Génova y la de Venecia, durante la guerra de San Sabas. Los genoveses contaban con más barcos, pero su almirante, Lanfranco Borbonino, adoptó una estrategia defensiva y encadenó sus naves, que se colocaron cerca de la orilla. La flota veneciana la acometió y muchos de los marineros de los navíos genoveses, que eran extranjeros contratados, se desanimaron y los abandonaron. La batalla concluyó con una victoria aplastante de los venecianos, que se apoderaron de casi toda la flota enemiga intacta. Borbonino y la mayoría de sus capitanes fueron condenados a pagar onerosas multas por su cobardía en el combate cuando regresaron a Génova.

## Antecedentes
La guerra de San Sabas enfrentó a las repúblicas marítimas italianas rivales de Venecia y Génova por el dominio y acceso a los puertos y mercados del Mediterráneo oriental. La Marina veneciana ya había demostrado su superioridad sobre su adversaria en las batallas de de Acre (1258) y  Settepozzi (1263). Estas derrotas hicieron que la Armada genovesa evitase a partir de entonces los choques con el enemigo y se dedicase a hostigar el comercio veneciano asaltando a sus transportes, como en la batalla de Saseno de agosto de 1264.

## Primeras operaciones
Génova aprestó una flota de dieciocho galeras y una nave grande, para la campaña de corso de 1266, cuyo mando encomendó a Lanfranco Borbonino. La flota zarpó hacia Córcega a finales de abril; por entonces llegó la noticia de que los venecianos habían reforzado su escuadra, por lo que los genoveses despacharon nueve galeras más a reforzar la de Borbonino, a la que encontraron en Bonifacio en mayo.
La flota veneciana solamente tenía catorce galeras —según el cronista veneciano Martino da Canal, que menciona cuatro de la propia Venecia, cuatro de Creta, tres de Zara y tres galeras y una galeota de Negroponte— o, según los Annali Genovesi, apenas diez. Jacopo Dondulo (al que a menudo se le llama erróneamente Dandolo), un marino experimentado del que se decía que conocía todos los puertos y guaridas genoveses, estaba al mando.
Dondulo puso rumbo a Túnez, donde apresó un barco genovés durante la noche; tras retirar de él la carga y a la tripulación, lo incendió. Al día siguiente, se apoderó de un pequeño mercante de Savona, y luego, en la travesía de vuelta a Mesina, se topó y venció a una escuadra pirata de dos galeras y un saetta de Porto Venere; en el choque se hizo con una de las galeras y la mayor parte de su tripulación.
Los venecianos quizá esperaban encontrar a la flota de guerra genovesa en los alrededores del estrecho de Mesina, pero esta se hallaba aún en Bonifacio, por lo que descargaron en Mesina el botín que habían obtenido y pusieron rumbo a Venecia. En la ciudad se había tenido noticia de la reunión de la gran escuadra enemiga, por lo que se despachó a Marco Gradenigo con otras diez galeras para reforzar a la de Dondulo. Las dos se encontraron en Ragusa y sus jefes decidieron volver a Sicilia a buscar al enemigo. Sin embargo, la inactividad aparente de los genoveses hizo que muchos patricios venecianos que servían en la flota deseasen abandonarla para participar en el convoy mercantil estival (la muda) que estaba presto a zarpar hacia el Levante; por ello la flota tuvo que detenerse en Apulia —probablemente en Gallipoli— para que pudiesen desembarcar y volver a Venecia por tierra.

## Batalla

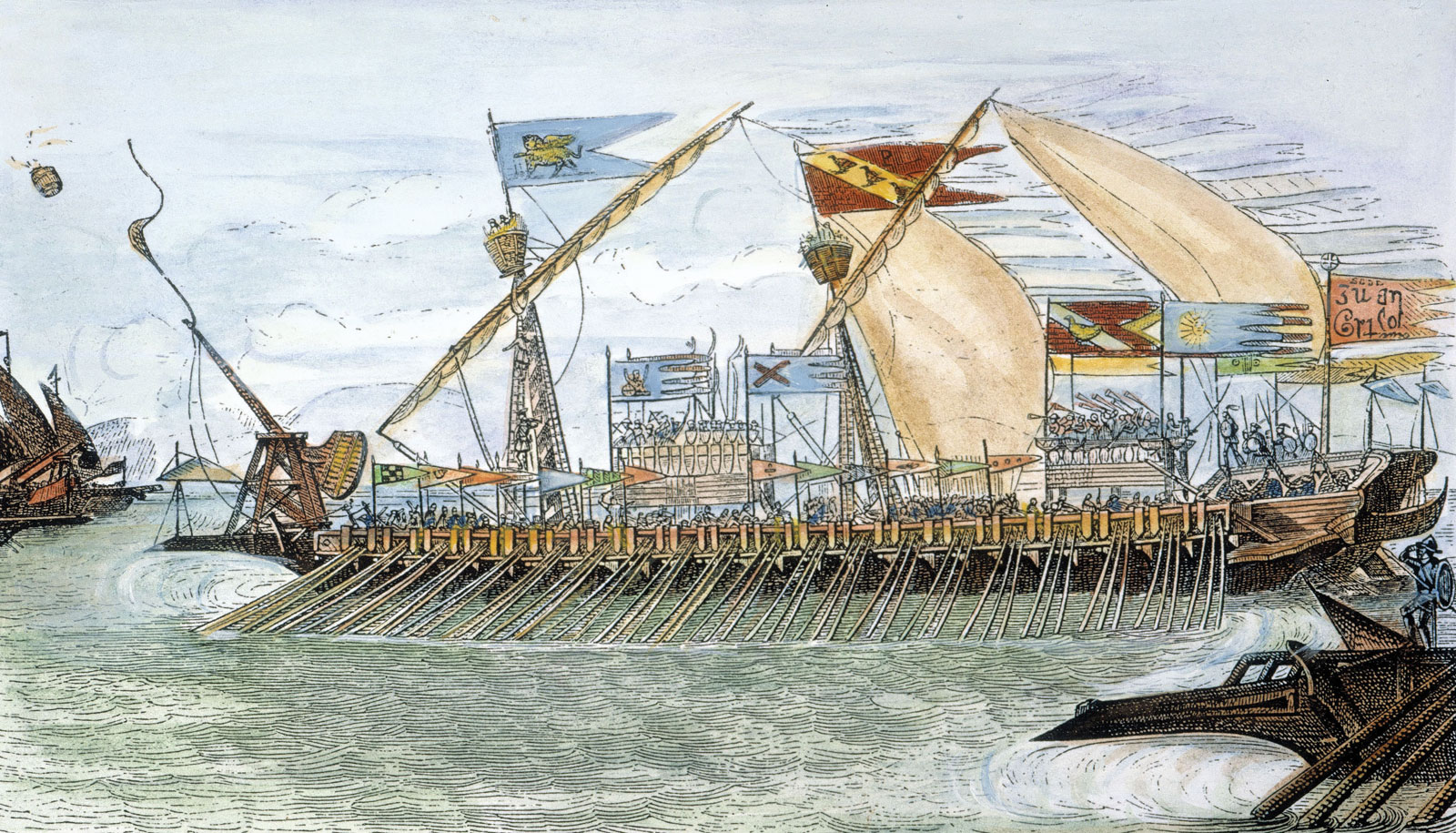
Ilustración decimonónica de una galera veneciana del siglo.

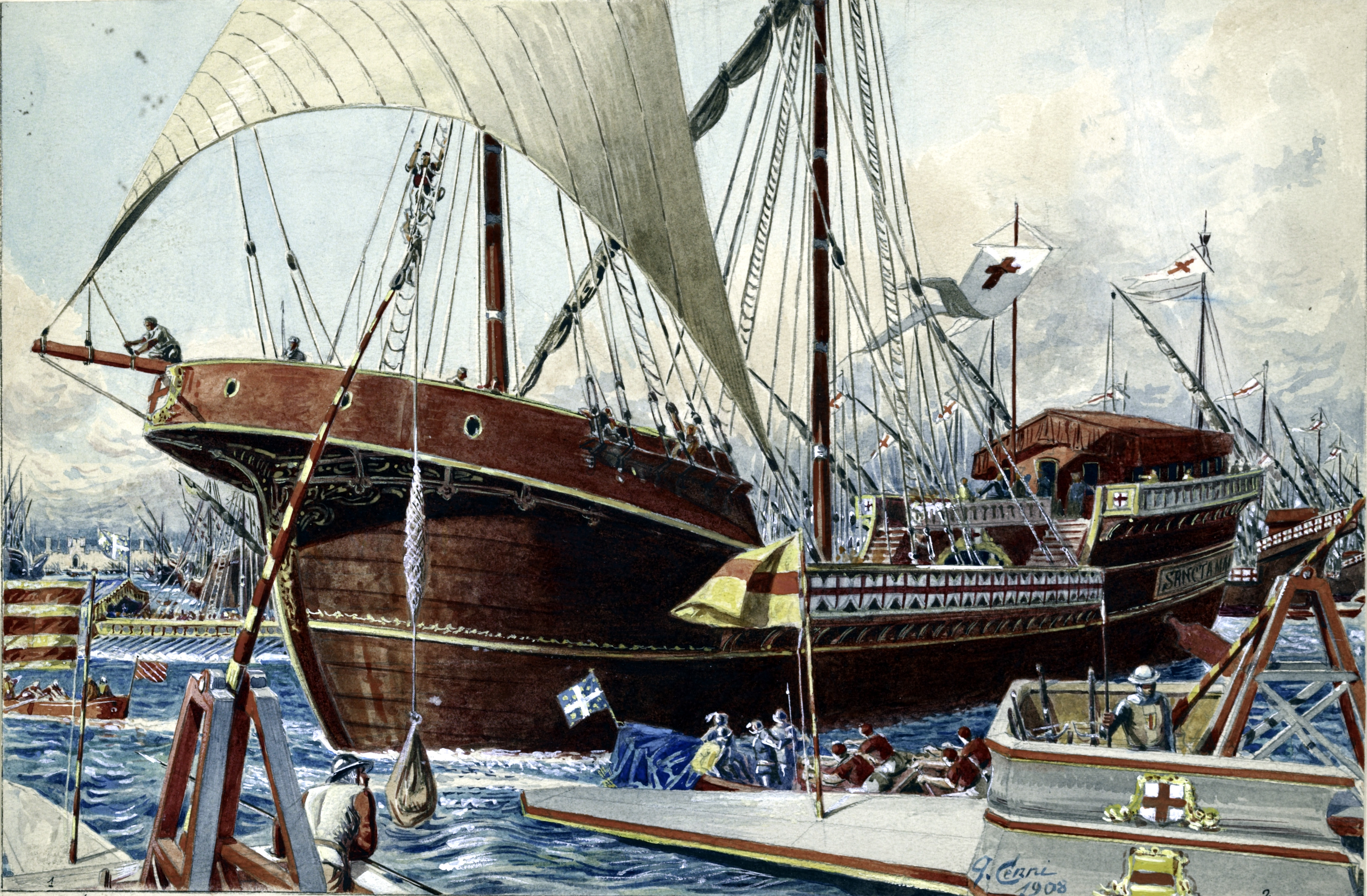
Una nave genovesa, en una pintura de Quinto Cenni

Mientras, Borbonino había recibido informes de que los venecianos habían reunido treinta galeras o más, si bien en realidad era él quien gozaba de cierta ventaja numérica. La información errónea hizo que abandonase la nave, y distribuyese su tripulación en los demás barcos para reforzar sus dotaciones. Finalmente, zarpó de Borbonino a principios de junio para reñir con los venecianos. Arribó a Trapani el 22 de junio, donde se enteró de que la flota enemiga se hallaba en la cercana Marsala y de que era realmente de menor tamaño que lo creía. Borbonino reunió un consejo de guerra en el que participaron sus tres consejeros y los capitanes de las galeras. Los capitanes no confiaban en sus tripulaciones, en las que abundaban los lombardos y otros extranjeros contratados por ciudadanos genoveses que deseaban evitarse los trances y peligros inherentes a la vida del remero de una galera de guerra. Así pues, el consejo resolvió acometer a los venecianos en mar abierto, de modo que las tripulaciones no pudiesen abandonar sus puestos y escapar nadando a la orilla.
Sin embargo, Borbonino cambió pronto de idea: influido posiblemente por las anteriores victorias venecianas en mar abierto, decidió adoptar una posición puramente defensiva, encadenando sus navíos entre sí, con las popas hacia la costa. Esta táctica ofrecía grandes ventajas a los defensores, en especial cuando se enfrentaban a un adversario más hábil y ofensivo, pues garantizaba que este no podría flanquear la escuadra ni separarla, y que se podían enviar socorros prestamente a cualquier barco que se hallase en aprietos. No obstante, exigía de las tripulaciones disciplina y firmeza en la defensa de la línea.
La orden de Borbonino se cumplió durante la noche, y cuando la flota enemiga apareció en Trapani a la mañana siguiente, se encontró con las galeras genovesas unidas con cadenas. Los venecianos interpretaron esto como indicio del escaso ánimo de sus contrincantes y, a pesar de tener el viento en contra, se abalanzaron contra ellos con grandes gritos para intentar desalentarlos todavía más. Los dos primeros intentos de romper la línea genovesa fracasaron, pero el tercero permitió separar de ella tres galeras. Los genoveses se habían defendido hasta entonces con brulotes hechos con balsas, pero la ruptura de la línea desató el pánico entre las tripulaciones. La aparente falta de confianza de su propio jefe y la marcha de la batalla desencadenaron el miedo en los marineros, que empezaron a abandonar las naves y se lanzaron al agua para alcanzar la costa y salvarse; esto permitió a los venecianos apoderarse de las veintisiete galeras genovesas y hacer cautivos a algunos marineros que permanecieron en ellas. Veinticuatro de las naves fueron remolcadas hasta Venecia y las otras tres fueron incendiadas y abandonadas. En la batalla perecieron ahogados mil doscientos genoveses, otros fallecieron en el combate y seiscientos más fueron hechos prisioneros por los vencedores.

## Consecuencias
Borbonino y sus oficiales consiguieron huir, pero a su regreso a Génova fueron juzgados y, salvo cinco de ellos, condenados por cobardía e incompetencia. Se les confiscaron sus posesiones y se les impusieron onerosas multas. Por el contrario, Dondulo fue aclamado como héroe a su vuelta a Venecia, en julio, cuando llegó remolcando los barcos apresados, y se lo nombró capitán general del Mar. No obstante, pronto se enemistó con el dogo Reniero Zeno, que ordenó que la flota se limitase a escoltar a los mercantes, mientras que Dondulo defendió con vehemencia que la flota no volviese a la ciudad tras guardar los convoyes, sino que permaneciese en el mar hostigando el comercio genovés. Este desacuerdo hizo que Dondulo dimitiese; el mando de la armada paso entonces a su lugarteniente, Marco Zeno.
El triunfo veneciano en Trapani no cambió inmediatamente el curso de la guerra. La cautela de Marco Zeno permitió que continuase la acción de los corsarios genoveses, que atacaban los mercantes venecianos que carecían de escolta, de modo que, Dondulo volvió a asumir el mando de la armada en la primavera de 1267. Esta vez puso en práctica su plan y acometió en agosto a la escuadra enemiga que bloqueaba Acre. Los genoveses trataron de escapar y los venecianos solamente hicieron cinco presas; cuando las dos flotas volvieron a encontrarse de nuevo en Tiro, los genoveses evitaron el choque por segunda vez y escaparon.
La situación de empate entre las dos potencias navales continuó hasta que en 1269 el rey Luis IX de Francia, que deseaba utilizar sus buques en la Octava cruzada que preparaba, les impuso la firma de una tregua de un lustro (Tratado de Cremona). La tregua no solo se respetó, sino que se prorrogó varias veces; la guerra entre las dos repúblicas se reanudó finalmente en 1294, con motivo de la agudización de la rivalidad entre ellas que suscitó la conquista mameluca de las últimas plazas europeas en el Levante.